# Hyperiopsis voringi
Hyperiopsis voringi is een vlokreeftensoort uit de familie van de Hyperiopsidae. De wetenschappelijke naam van de soort is voor het eerst geldig gepubliceerd in 1885 door Sars.